# Avant que j'oublie (film)
Pour les articles homonymes, voir Avant que j'oublie.
Pour plus de détails, voir Fiche technique et Distribution.
Avant que j'oublie est un film français réalisée par Jacques Nolot sorti en 2007.

## Synopsis
Au début des années 2000, du côté de Montmartre. Pierre, soixante ans, vit seul dans son appartement : son ami Toutoune, éditeur, vient de mourir. Il est temps pour Pierre de faire le point sur la vie qu'il a menée jusqu'alors. Il tente de se souvenir. Il fume beaucoup. Il croise quelques connaissances qui lui disent qu'il a « bonne mine ». Il voit un psy auprès duquel il peut s'épancher. Puis, il se décide enfin à commencer une trithérapie. Un jour de canicule, Pierre découvre une lettre de Toutoune datée de 1985,...

## Fiche technique
- Réalisateur : Jacques Nolot
- Scénario : Jacques Nolot
- Photographie : Josée Deshaies
- Son : Jean-Louis Ughetto
- Costumes : Eléonore O'Byrne et Sophie Lifshitz
- Montage : Sophie Reine
- Durée : 108 minutes
- Date de sortie :
  -  France : 17 octobre 2007

## Distribution
- Jacques Nolot : Pierre
- Jean-Pol Dubois : l'homme
- Marc Rioufol : Paul
- Bastien d'Asnières : Marc
- Gaetano Weysen-Volli : le beau gosse du restaurant chinois Bruno
- Bruno Moneglia : Bruno
- David Kessler : le psy Manovsky
- Rémy Le Fur : le commissaire priseur
- Jean Pommier : Georges, le notaire
- Raphaëline Goupilleau : la voisine de Toutoune

## Anecdote
Lorsque Pierre conduit sa voiture, il met en marche la radio et on entend un extrait de Différence et Répétition de Gilles Deleuze, lu par Vincent Dieutre, et qui se termine par : « Bref, la bêtise a toujours le dernier mot. La bêtise a toujours raison. »